# 謝琚
謝琚（1424年—？），字仲玉，福建福州府懷安縣人，軍籍。明朝政治人物。

## 生平
正統十二年（1447年），謝琚舉丁卯科福建鄉試。正統十三年（1448年），聯捷戊辰科進士，累官浙江布政司参议。

## 家族
曾祖謝叔平。祖父謝得安。父謝名。